# Ilidža (canton de Sarajevo)
Pour les articles homonymes, voir Ilidža.
Ilidža (en cyrillique : Илиџа) est une municipalité de Bosnie-Herzégovine située dans le canton de Sarajevo et dans la fédération de Bosnie-et-Herzégovine.
Ilidža est davantage qu'un quartier ou un faubourg de la ville de Sarajevo, à environ dix kilomètres de la vieille ville de Sarajevo. Selon les premiers résultats du recensement bosnien de 2013, la partie urbaine d'Ilidža compte 68 366 habitants et la municipalité avec les faubourgs 71 892.
L'aéroport international de Sarajevo est situé dans la municipalité, ainsi qu'une gare routière, et divers services.

## Géographie

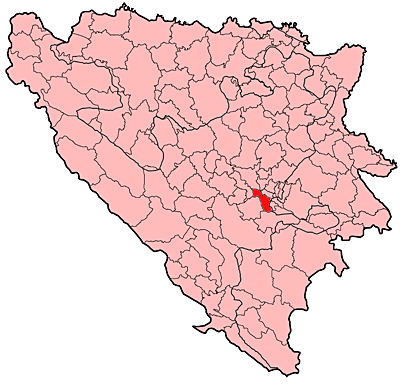
Localisation de la municipalité d'Ilidža en Bosnie-Herzégovine

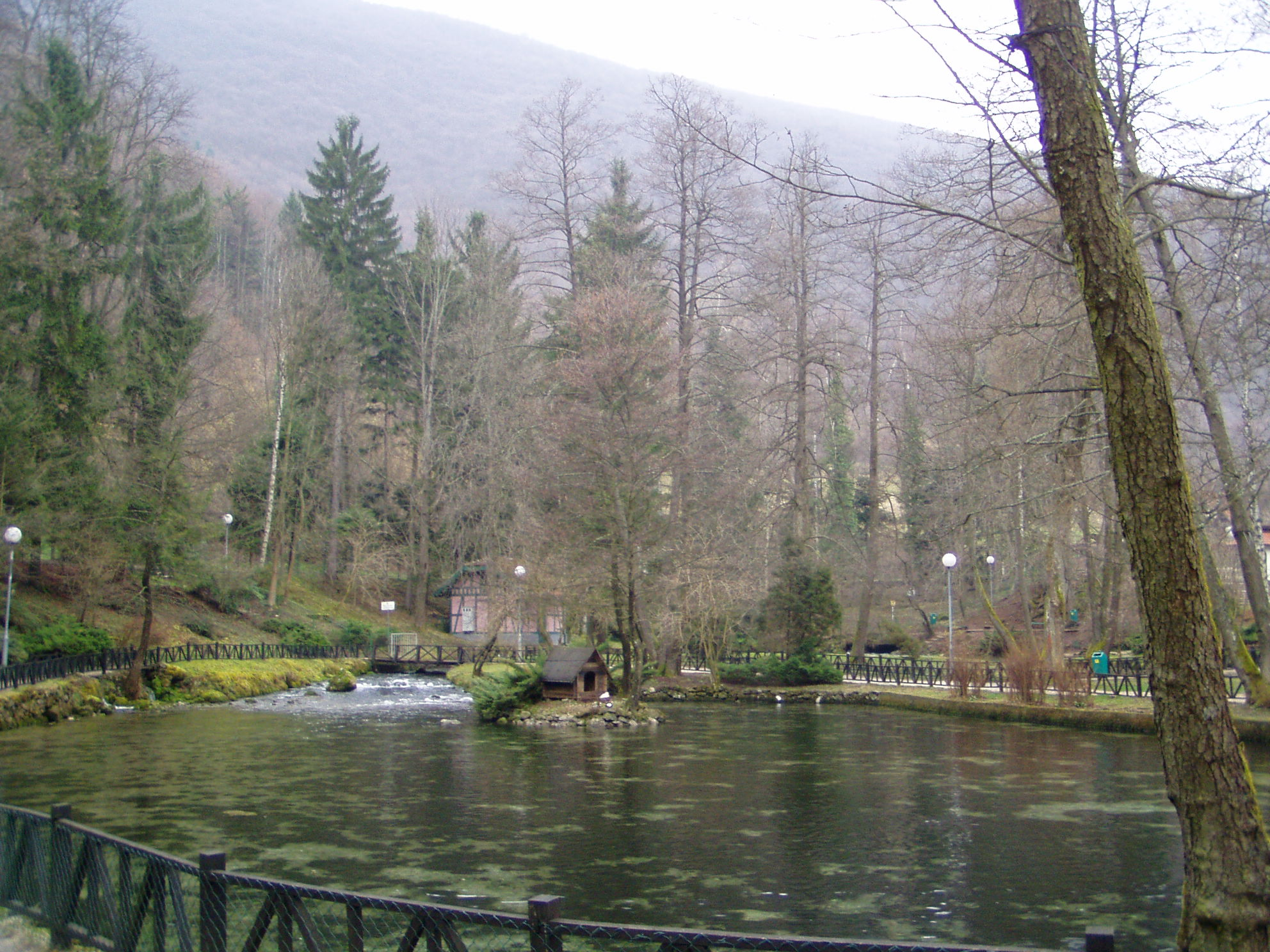
Le site naturel de Vrelo Bosne

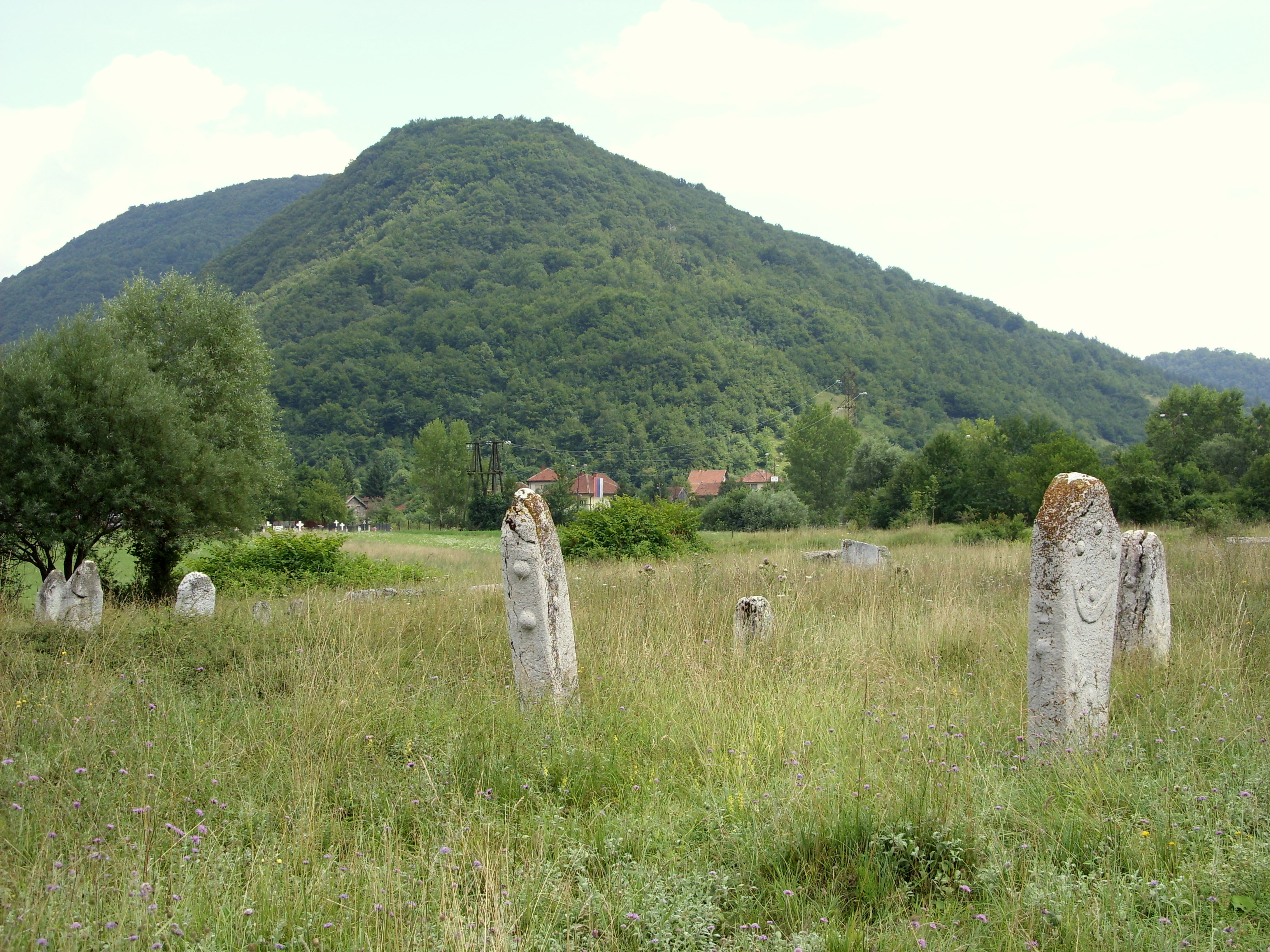
Stećci à Krupac

Ilidža est située au pied du mont Igman, à dix kilomètres à vol d'oiseau.
La municipalité est traversée par la Bosna et son principal affluent, la Željeznica. Sur le territoire municipal se trouve le monument naturel de Vrelo Bosne (« la source de la Bosna »), qui s'étend sur 603 hectares,.

## Histoire

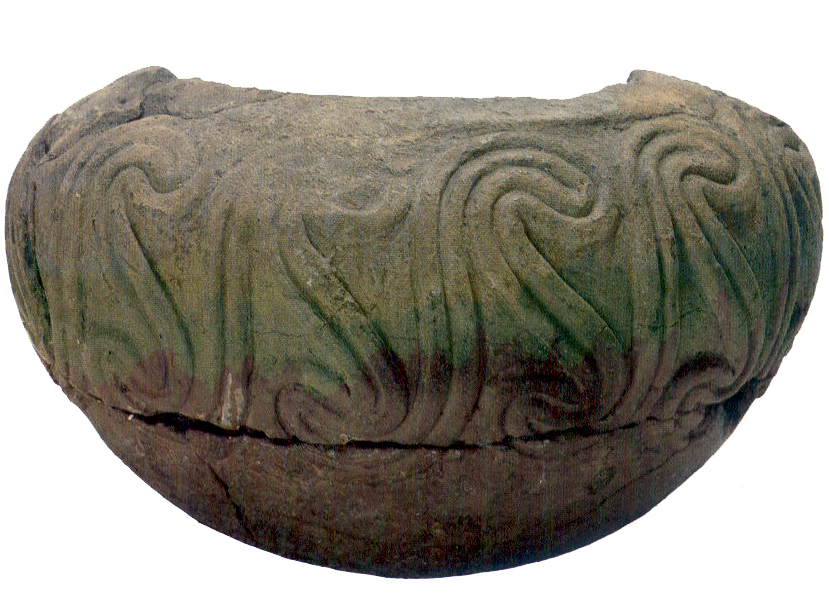
Un vase retrouvé sur le site de Butmir

Sur le territoire d'Ilidža se trouve le site archéologique de Butmir où les archéologues ont mis au jour des vestiges et des artéfacts remontant à la Préhistoire ; le site, qui a donné son nom à la culture de Butmir, est inscrit sur la liste des monuments nationaux de Bosnie-Herzégovine. L'ensemble des découvertes, en 1893, est montré au musée national de Sarajevo.
Autour de la Source de la Bosna (Vrelo Bosne), les Romains créent au Ier siècle « Aquæ Sulphuræ », centre administratif et thermal, puis colonie (vers 170), dont les fondations, découvertes en 1883, restent visibles à Sumborna Banja. L'ensemble des découvertes est montré au musée national de Sarajevo.
Les Ottomans développent les établissements urbains (routes, pont latin), et la renomment, à partir du mot  ilajj (santé).
La zone devient un important lieu de villégiature dès le XIXe siècle. Le parc, aménagé dès 1890, couvre en 2020 600 ha.
L'archiduc y séjourne les deux dernières nuits avant son assassinat en 1914.
Après la guerre de Bosnie-Herzégovine et à la suite des accords de Dayton (1995), la plus grande partie de la municipalité d'Ilidža a été rattachée à la fédération de Bosnie-et-Herzégovine ; en revanche, une partie de son territoire a été rattachée à la municipalité nouvellement créée d'Istočna Ilidža, intégrée à la république serbe de Bosnie.

## Localités
En plus d'une partie « urbaine » de Sarajevo, la municipalité d'Ilidža compte 11 localités « périurbaines » :
- Buhotina
- Jasen
- Kakrinje
- Kobiljača
- Krupac
- Rakovica
- Rudnik
- Vela
- Vlakovo
- Zenik
- Zoranovići

## Transports
La ville se trouve sur la route M17 et l'autoroute A1, et dispose d'une importante gare routière.
La ville est le terminus de la ligne 3 du tramway de Sarajevo. Le transport en commun est organisé par GRAS, l'entreprise publique responsable du transport public dans le canton. Il existe plusieurs lignes de bus intercommunaux, vers Sarajevo, mais aussi inter-entités et intercantonaux pour Istočno Sarajevo ou Kiseljak.
De la gare du Ilidža, située au quartier Pejton, partent deux lignes. Le train de banlieue vers Sarajevo ou Hadžići, et un ligne locale qui relie Sarajevo à Konjic.
Elle héberge également l'aéroport international de Sarajevo.

## Démographie

### Sarajevo-Ilidža (quartier)

#### Évolution historique de la population
| 1948 | 1953 | 1961  | 1971   | 1981   | 1991   | 2013   |
| ---- | ---- | ----- | ------ | ------ | ------ | ------ |
| -    | -    | 3 730 | 19 199 | 30 747 | 63 719 | 68 366 |

|  |

### Municipalité (quartier et faubourgs)

#### Évolution historique de la population dans la municipalité
| 1971   | 1981   | 1991   | 2013   |
| ------ | ------ | ------ | ------ |
| 39 452 | 57 243 | 67 937 | 71 892 |

#### Répartition de la population par nationalités dans la municipalité (1991)
En 1991, sur un total de 67 937 habitants, la population se répartissait de la manière suivante :

## Politique
À la suite des élections locales de 2012, les 27 sièges de l'assemblée municipale se répartissaient de la manière suivante :
| Parti                                                               | Sièges |
| ------------------------------------------------------------------- | ------ |
| Parti d'action démocratique (SDA)                                   | 8      |
| Parti social-démocrate (SDP)                                        | 5      |
| Alliance pour un meilleur avenir de la Bosnie-Herzégovine (SBB BiH) | 4      |
| Napredna Demokratska Stranka (NDS)                                  | 3      |
| Parti pour la Bosnie-Herzégovine (SBiH)                             | 3      |
| Parti national pour l'amélioration par le travail (NSRzB)           | 2      |
| Bloc démocratique (SDU-LDS)                                         | 1      |
| Notre parti (NS)                                                    | 1      |

Senaid Memić, membre du Parti d'action démocratique (SDA), a été élu maire de la municipalité,.

## Culture
- Pont romain de Plandište datant de 1530-1560

## Économie
La ville, qui a beaucoup souffert des guerres, se rétablit, à partir de l'industrie électronique et manufacturière, et surtout du tourisme, intérieur et extérieur.

## Santé
Le principal établissement de santé est le centre de santé Ilidža (rue Mustafe Pintola).
Diverses cliniques privées et centres de remise en forme complètent l'offre dans le domaine.

## Tourisme
- Parc National Vrelo Bosne (en) - architecture austro-hongroise (1867–1918)

Parc National - architecture austro-hongroise (1867–1918)
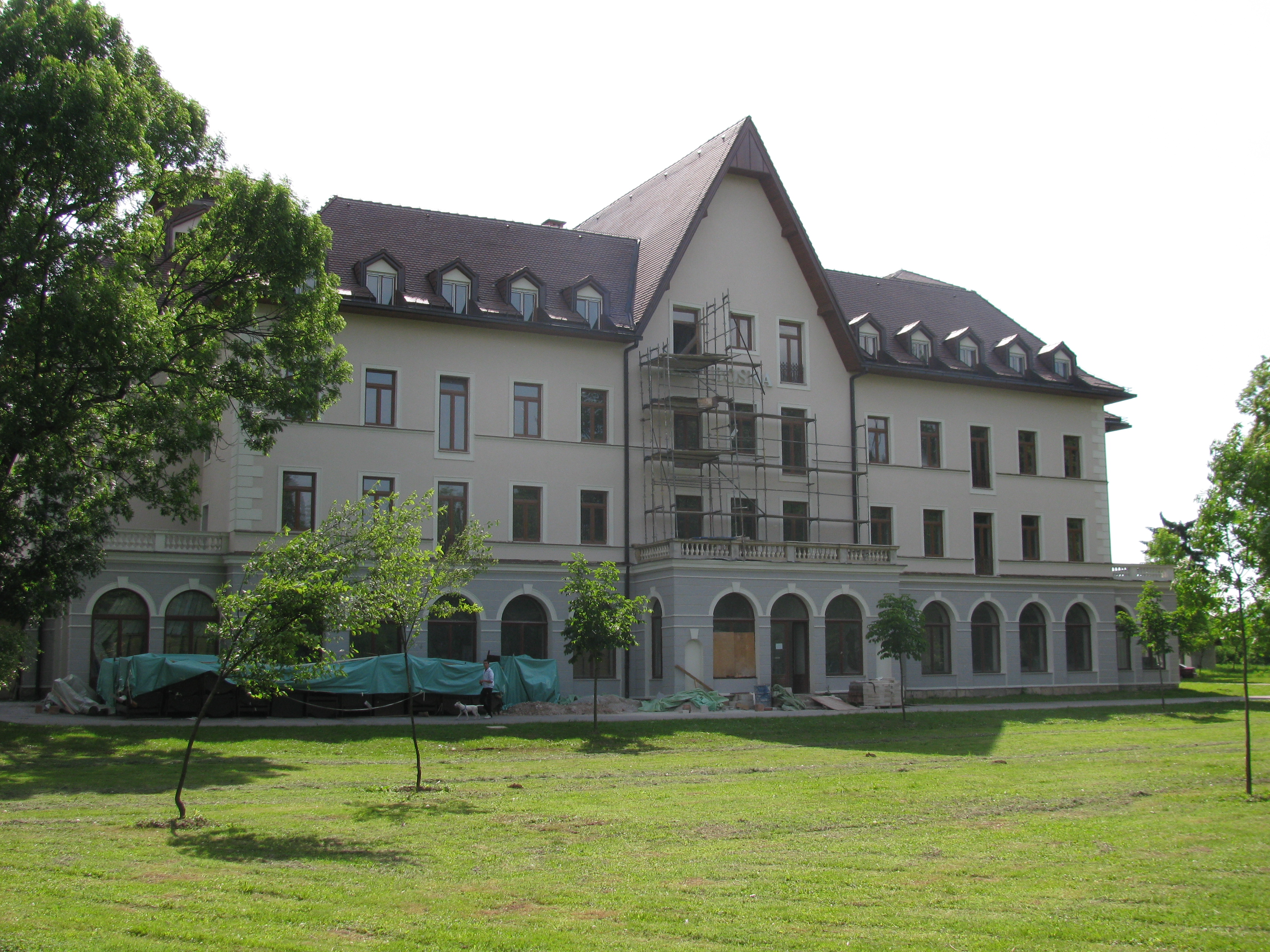
Hotel Bosna, Ilidža
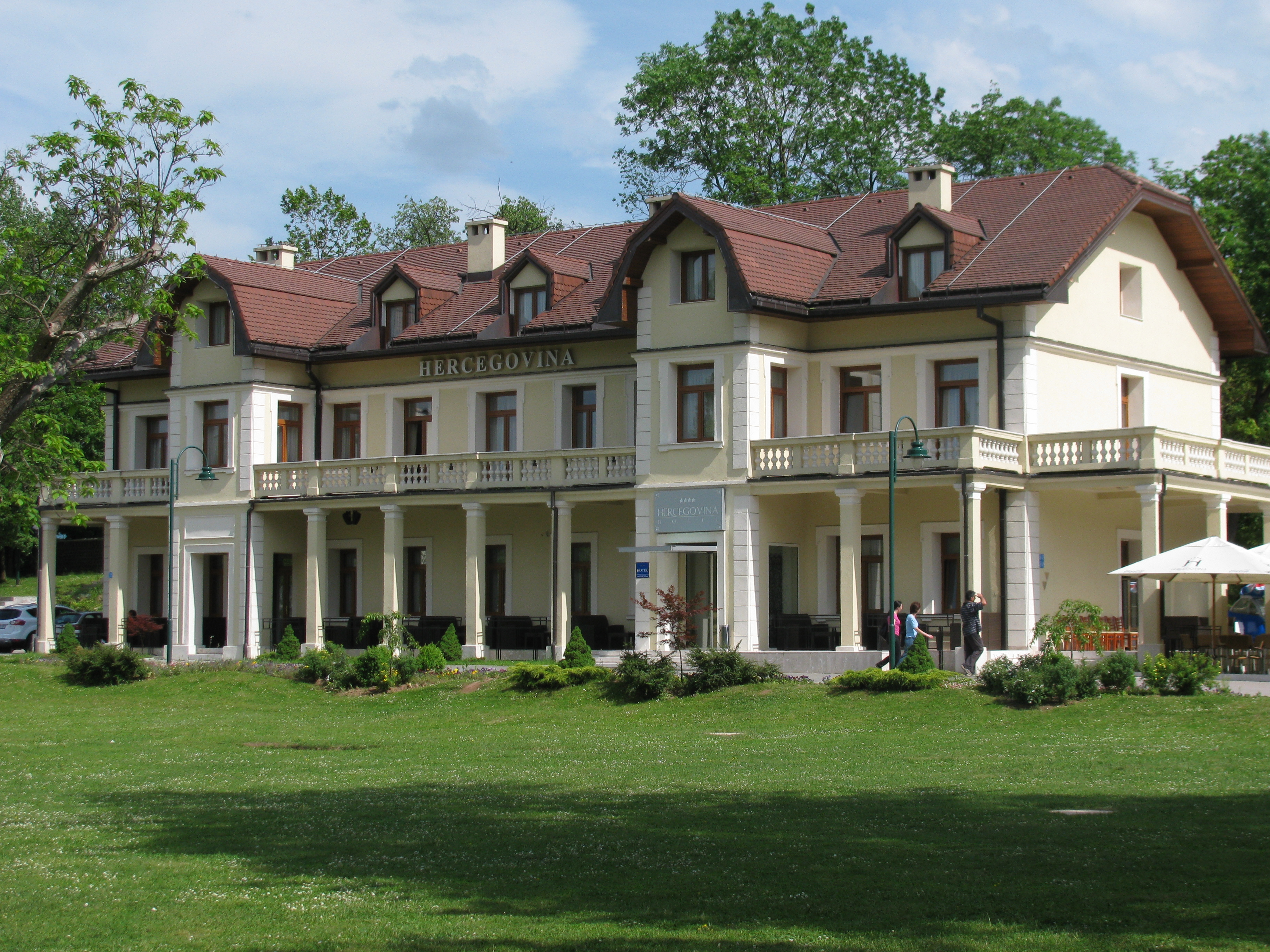
Hotel Hercegovina, Ilidža
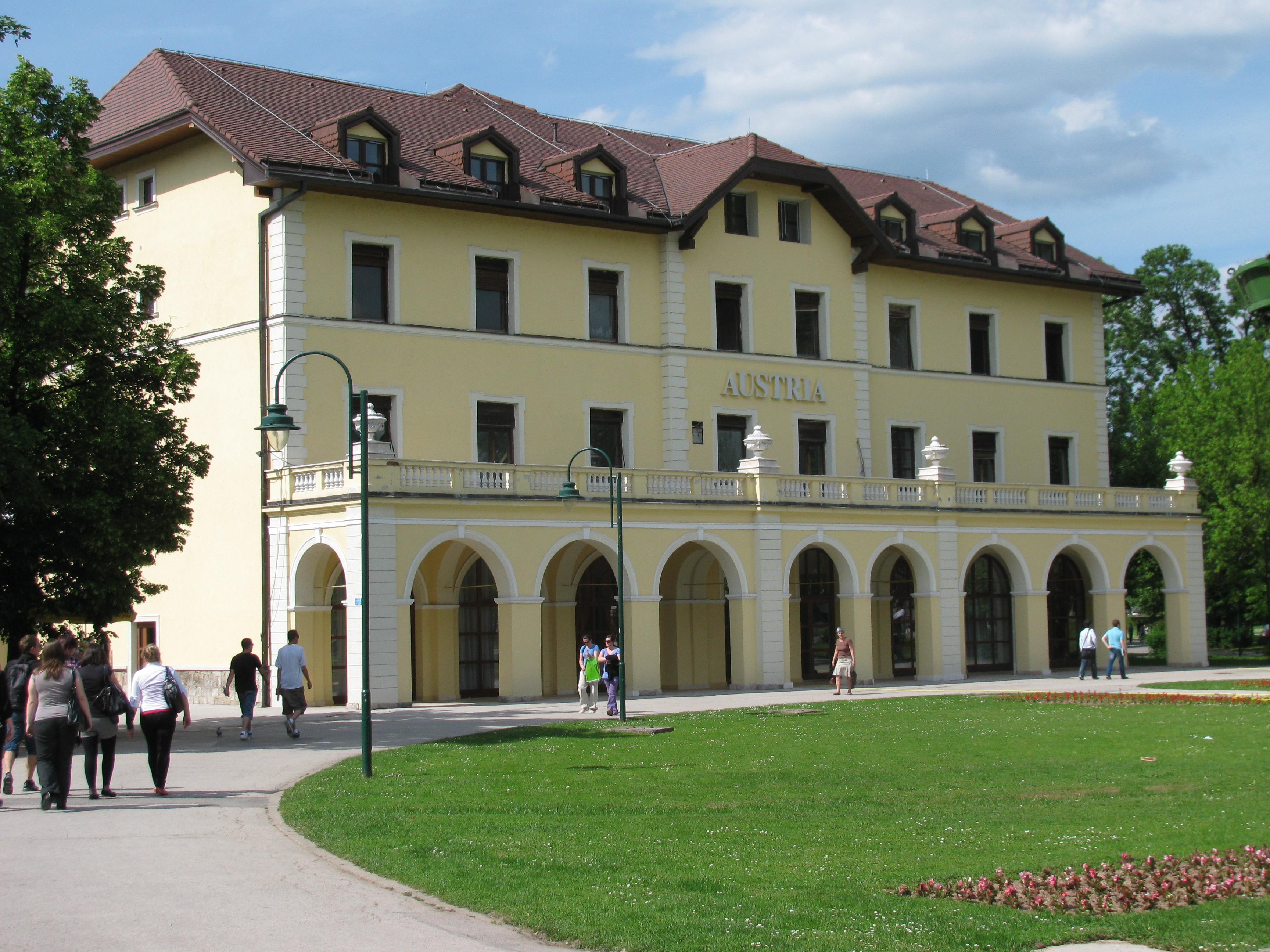
Hotel Austria, Ilidža
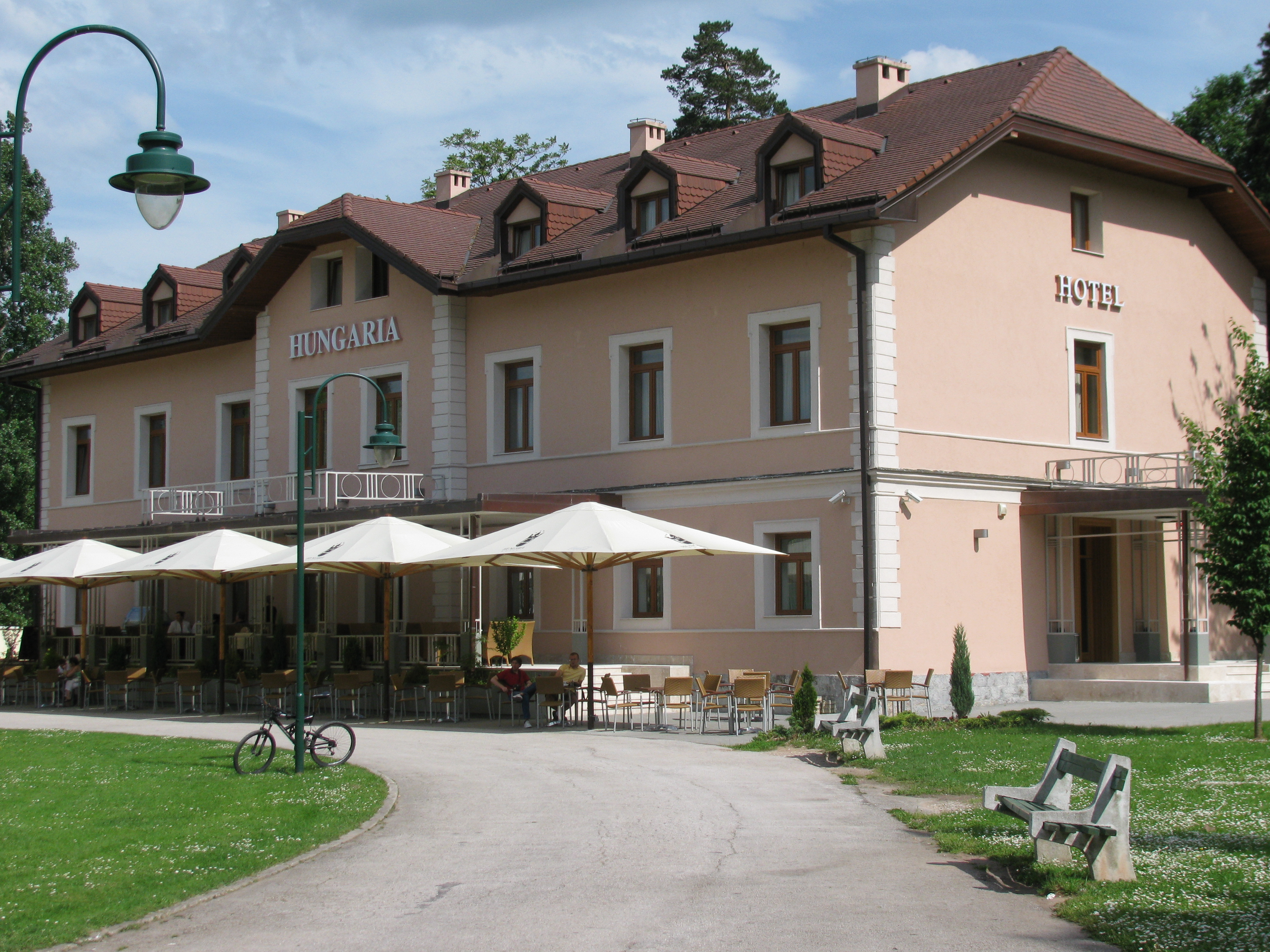
Hotel Hungaria, Ilidža

Plusieurs ensembles de la municipalité sont inscrits sur la liste des monuments nationaux de Bosnie-Herzégovine :
- le mezarje Velika drveta, à Stup, un cimetière qui remonte à la seconde moitié du XVe siècle[11] ;
- l'église de l'Assomption de Stup, une église catholique construite en 1891-1892[12] ;
- la vieille gare d'Ilidža, construite en 1892[13] ;
- la maison Zildžić, qui date de la fin du XIXe siècle[14] ;
- le mémorial de la Lutte de libération nationale et son ossuaire, situé dans le grand parc d'Ilidža[15].

Un public étranger particulièrement ciblé est arabophone.